# Esther Hart
Esther Hart, nom de scène d'Esther Katinka Hartkamp (née le 3 juin 1970 à Epe) est une chanteuse néerlandaise.

## Biographie
Quand elle a environ 10 ans, elle chante dans la chorale d'enfants De Lenteklokjes à Alphen-sur-le-Rhin. Elle s'occupe souvent des parties solos. Elle a quatorze ans lorsqu'elle commence à chanter avec le groupe Release.
À 18 ans, Hart est admise au conservatoire de Rotterdam. Elle suit une formation de chant « musique légère » et avec sa voix, une mezzo-soprano douce et claire, elle a son diplôme cum laude en 1994 en tant que musicienne d'enseignement et d'interprétation. À cette époque, Hart se produit régulièrement à toutes sortes d'occasions et c'est aussi à cette époque qu'elle sort un CD auto-publié, Fruit at the Bottom.
Hart fait également partie de D-Wys and the Voices of Soul avec lequel elle se produit au North Sea Jazz Festival et chez Sesjun TV. De plus, Hart fait beaucoup de travail en studio, chante des jingles et dans des chorales pour des films Disney. Elle fait environ 120 concerts par an.
Elle enseigne dans des écoles de musique et notamment à la Fontys Hogeschool voor de Kunsten de Tilbourg.
Hart a un succès anglais avec Ain't no Lies, qui atteint la huitième place des charts dance. Elle participe ensuite au Nationaal Songfestival, le concours de sélection des Pays-Bas au Concours Eurovision de la chanson en 2003 et aussi à celui du Royaume-Uni au Concours Eurovision de la chanson 2003 avec Wait for the Moment. Après que son compositeur Danny Davies ait inscrite à son insu, elle participe à la demi-finale britannique le 31 janvier 2003 et se qualifie pour la finale le 2 mars 2003. Elle participe après à la deuxième demi-finale le 8 février 2003. Elle l'emporte et abandonne le concours britannique à la suite d'une demande de la BBC et de la NOS. Elle gagne aux Pays-Bas en étant la première du jury et du télévote avec One More Night. La chanson obtient 45 points et finit 13e sur vingt-six participants. Elle en profite pour sortir son premier album Straight from the Hart. Elle est la porte-parole pour l'annonce des points des Pays-Bas en 2004 et en 2008.
Hart est en couple avec l'ancien bassiste de Kane Aram Kersbergen depuis 1992. Ils ont une fille et un fils et vivent à Rotterdam.

## Discographie
Albums
- 1995 : Fruit At The Bottom (autoproduit)
- 1996 : Xmas In Harmony (avec Stars & Belle)
- 2003 : Straight from the hart

Singles
- 2001 : This Ain't The Time
- 2001 : Ain't No Lies
- 2003 : One More Night